# كيفن كلارك
كيفن كلارك (بالإنجليزية: Kevin Clarke)‏ (3 ديسمبر 1921 في جمهورية أيرلندا - 1 نوفمبر 1990 في جمهورية أيرلندا) هو لاعب كرة قدم أيرلندي في مركز الوسط. شارك مع منتخب جمهورية أيرلندا لكرة القدم. أما مع النوادي، فقد لعب مع سوانزي سيتي ونادي درومكوندرا ‏ ودوري أيرلندا الحادي عشر ‏.

## وصلات خارجية
- كيفن كلارك على موقع قاعدة بيانات كرة القدم.إي يو (الإنجليزية)
- كيفن كلارك على موقع ناشيونال فوتبول تيمز (الإنجليزية)